# きんのたまご
『きんのたまご』は、和六里ハルによる日本の漫画作品。『チャンピオンRED』（秋田書店）に連載された。単行本は全1巻。主人公・燕かもめ（つばくろ かもめ）を中心に起こる様々な騒動をコミカルに描いた学園コメディ。

## あらすじ
ある日、発明が趣味のかもめは祖父のために健康器具「大健康くんθ」を完成させた。
過去にかもめの発明が引き起こした事件により退学になりかかったこともあり、かもめの両親は「大健康くんθ」を壊そうとするが、祖父が止めに入ったため、破壊は失敗。そしてかもめの祖父は、自分のために孫が作った発明に感動し、一目見ようと中に入ってしまう。

## 主な登場人物

### 燕一家
燕 かもめ（つばくろ かもめ）
本作の主人公。天才発明少女だが、その発明にはトラブルがつきまとう。
燕 金鶏（つばくろ きんかく）
かもめの発明によって若返った後は偽名：椿 玉五郎（つばき たまごろう）を名乗る。

### 学校の同級生
小丸 藤乃（こまる ふじの）
科学部部長。かもめの発明が引き起こすトラブルによく巻き込まれるため、かもめを恨んでいる。
東堂 ミンナ（とうどう ミンナ）
葉月 亜柚（はづき あゆ）

## 単行本
- 和六里ハル 『きんのたまご』 秋田書店〈チャンピオンREDコミックス〉、全1巻
  1. 2008年3月19日発売 ISBN 978-4-253-23027-8